# Paardvoltige (paard met bogen)

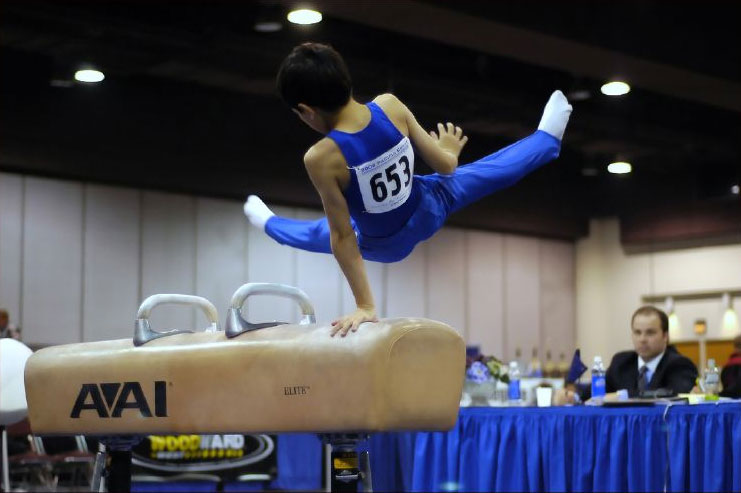
Paardvoltigeren

Paardvoltige is een discipline in het herenturnen, uitgevoerd op het paard met bogen. 
Een 'paard zonder bogen' werd vroeger gebruikt bij de sprong, maar is nu vervangen door de pegases.

## Toestel
Het paard was vroeger van hout, maar nu van metaal. Aan de buitenkant zit een laagje rubber, en daarover leer. 
De lengte van het paard is 1,60 m, de breedte is 35 cm en de hoogte is 115 cm. De bogen zijn 12 cm hoog en staan op 40 tot 45 cm van elkaar.

## Turndiscipline
Bij het voltigeren is het de bedoeling dat de turner met de handen op de beugels of het paard zelf steunt, zonder met de rest van zijn lichaam het toestel aan te raken. Voorbeelden van voltige-elementen zijn flanken, scharen en de flare, genoemd naar Thomas Flair. Hier bestaan een aantal varianten op, zoals de kringflank, de tegenschaar en de suisse simple.

## Wedstrijden
De score bestaat uit de optelsom van de moeilijkheid en de uitvoering: de D-score en de E-score (difficulty en execution). De moeilijkheidsgraad van de elementen ligt vast. Zaken die voor puntaftrek zorgen zijn: met het lichaam tegen het paard komen, pauzes in de bewegingen, benen niet helemaal toe óf niet helemaal open.

## Op een echt paard
Het turnen op een echt bewegend paard wordt ook voltige genoemd. Voltige is in tegenstelling tot turnen geen olympische sport, maar er worden wel wereldkampioenschappen in gehouden.